# Cedar Hill, Texas
Cedar Hill är en stad (city) i Dallas County, och Ellis County, i Texas. Vid 2010 års folkräkning hade Cedar Hill 49 148 invånare. Cedar Hill hör till samarbetsregionen Best Southwest som staden har grundat tillsammans med tre andra förorter till Dallas, nämligen DeSoto, Duncanville och Lancaster.